# Julius Erving
Julius Erving   (Manhattan, 22 de febrer de 1950) és un exjugador de bàsquet estatunidenc, un dels millors dels anys 70. Era conegut com a Dr. J.

## Biografia
va començar jugant a l'organització rival de l'NBA, l'ABA (American Basketball Association I), als Virginia Squires, però seria traspassat als New York Nets (ara els Brooklyn Nets). Amb els Nets va aconseguir dos campionats, el 1973-74 i el 1975-76. Després que l'ABA es desintegrés, els Nets, els San Antonio Spurs, els Denver Nuggets i els Indiana Pacers van anar a l'NBA. A causa de drets de contracte van ser venuts als Philadelphia 76ers, Erving va haver de passar a aquest equip.
Va disputar 11 temporades amb l'equip de Pennsilvània i va obtenir l'anell de campió de la temporada 1982-83. Dr. J es va retirar a l'edat de 37 anys a la fi de la temporada 1986-87 de l'NBA, i el 1993 seria inclòs al Naismith Memorial Basketball Hall of Fame. L'any 1996, fou nominat un dels 50 millors jugadors de la història de l'NBA.
Després de retirar-se, va adquirir una planta embotelladora de Coca-Cola, així com estacions de televisió per cable a Nova York i Nova Jersey. Després de treballar com un analista d'estudi per a la NBC, Erving es va unir al staff d'oficina dels Orlando Magic, com a vicepresident de RDV Sports i vicepresident executiu dels Magic el 4 de juny de 1997.